# Rozendal (Zuid-Afrika)
Rozendal is een dorp in de regio West-Kaap in Zuid-Afrika. De plaats is een van de oudste nederzettingen van het land en gelegen in de gemeente Stellenbosch. Sinds de jaren 1970 is het dorp aan Stellenbosch vastgegroeid.